# امامزاده حیدر
امامزاده حیدر مربوط به دوره صفوی است و در شهر ارجان (بهبهان کنونی)، واقع شده و این اثر در تاریخ ۷ مهر ۱۳۸۱ با شمارهٔ ثبت ۶۳۰۱ به‌عنوان یکی از آثار ملی ایران به ثبت رسیده است.
بنابر شواهد موجود خفته در این مزار حیدر بن داوود بن سجاد بن بدران بن فلاح بن محسن بن محمد المشعشعی نواده بزرگوار محمد بن امام موسی کاظم (علیه السلام) است که ظاهراً امیر بهبهان بوده که در اواسط قرن دهم هجری در بهبهان به شهادت رسیده است.
در كتابهاي تاريخي و انساب ازاين امامزاده واجب التعظيم معمولا با القابي چون اميرحيدر و امامزاده حيدر و يا آقاپيرحيدر و گاهي نيز با لفظ حيدر بن موسي بن جعفر ياد مي شود. همچنين از ايشان بنام امير حيدر بن موسي كاظم يا امامزاده حيدر فرزند بدون واسطه حضرت موسي كاظم عليه السلام و برادر حضرت فاطمه معصومه نام برده مي شود. و در كتاب كنزالانساب سید مرتضی ص 66 و بحر الانساب ص 56 و كتاب بقاع متبركه آمده : از برادران حضرت معصومه سلام ا... عليها ،حیدر و فضل در بهبهان آمده است. در كتاب امامزاده هاي ايران قسمت ((حاء)) و امامزاده هاي خوزستان آمده امامزاده حيدر فرزند امام موسي كاظم در بهبهان است. در كتاب عزاداري سنتي اثر حسين معتمدي آمده امامزاده حيدربن موسي بن جعفر معروف به امامزاده حيدر در بهبهان است. امير تيمور گرگاني از ايشان بنام آقا پير حيدر نام برده است. در گویش محلی بهبهان از امامزاده حیدر (عليه السلام) بنامهای امیرحیدر و آقا پیرحیدر نیز یاد می شود. به قول از كتاب بقعه متبركه و همچنين روزنامه قدس مورخ 80/1/29 قول مشهور اين است امامزاده حيدر فرزند امام موسي كاظم (عليه السلام) از همراهان احمد بن موسي معروف به شاه چراغ بودند و به همراه برادرانش در سال 201 تا 203 عازم ايران شده. همچنين در خود آستان مقدس دو اثر تاريخي و زيبا موجود است. اثر پاي مبارك ايشان كه اثر ضربه زدن با بيل و قطع انگشت مبارك آن حضرت در آن نمايان است و در همين اثر، نشان خاتم مبارك ايشان كه به خط كوفي نوشته شده حيدر بن موسي بن جعفر نيز موجود مي باشد همچنين درب قديمي امامزاده حيدر (عليه السلام) كه بر روي آن اشعار آقاي مهدي مهدوي به خط آيت الله آخوند ملا فتح الله روحي پور نوشته شده است.